# 흑모화우

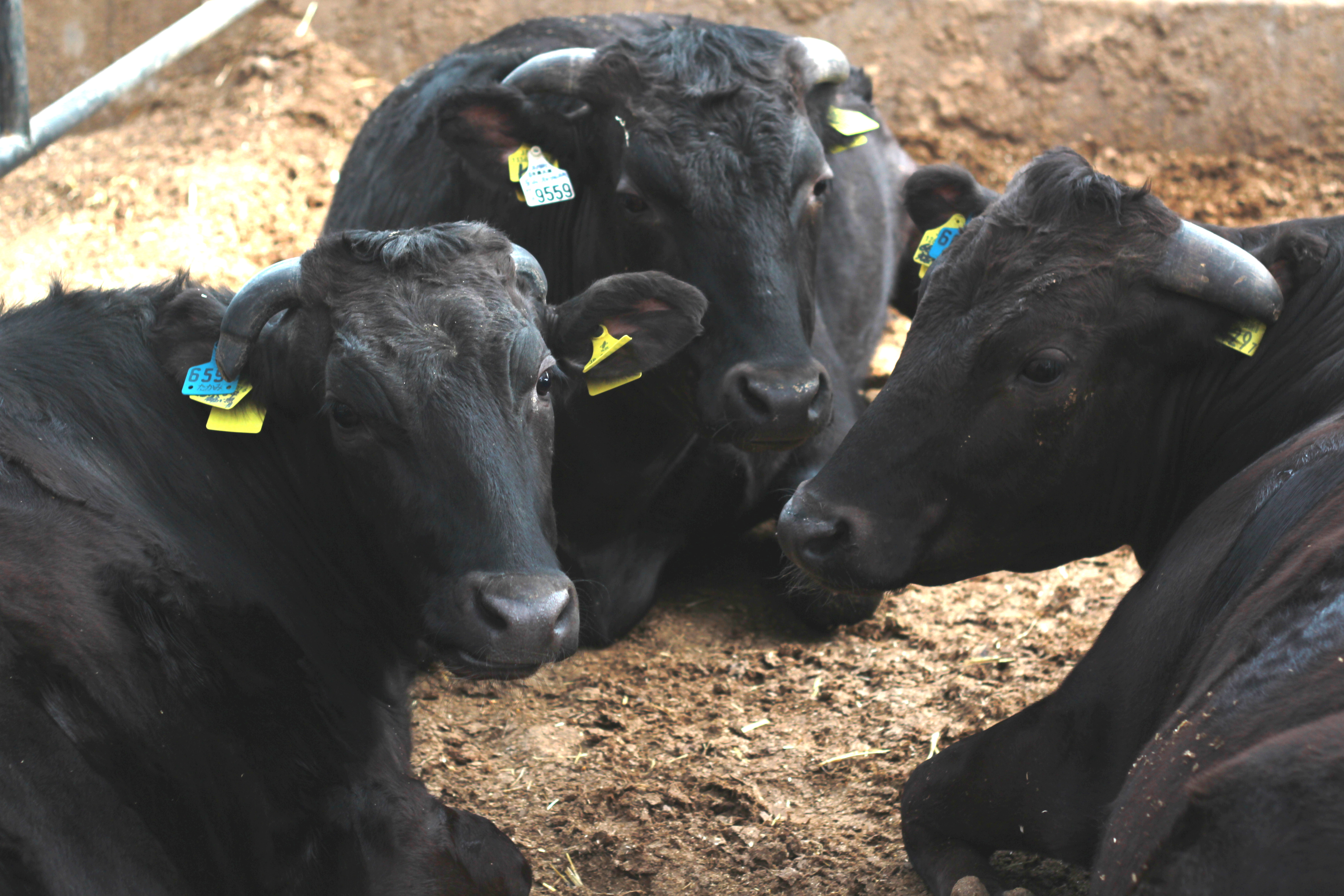
흑모화우 (타지마우시)

흑모화우(일본어: 黒毛和牛, くろげわしゅ 구로게와슈[*])는 소 품종의 하나로, 육우로서 사육되고 있다.

## 역사
일본은 1900년부터 재래종 소를 개량하기 위해 각종 유럽계 소 품종을 수입하여 교잡하였는데, 시마네현에서는 데본(Devon) 품종을, 효고현과 돗토리현에서는 브라운 스위스(Brown Swiss) 품종을 교잡하는 등 현마다 그 양상에 차이가 있었다. 이 교잡된 품종들에 각 지역의 예전 지명을 붙여서 치야우시(千屋牛), 인파쿠우시(因伯牛), 아테츠우시(阿哲牛), 타지마우시(但馬牛) 등으로 칭하였다. 1912년에 이들이 개량화종(改良和種; 일본어: かいりょうわしゅ) 이라고 총칭되면서 교잡된 품종들 간의 차이를 없애고 농업경영에 최적화된 노동력과 고기 겸용의 품종을 만든다는 통일된 목표 아래 개량이 이루어졌는데, 주고쿠 와규 연구회(中国和牛研究会)에서는 1919년부터 1921년에 걸쳐 통일된 표준체형(標準体型)도 제작했다. 흑묘화종이라는 명칭은 이후 1944년에 나타난다.
제2차 세계 대전 이후로 일본에서는 소의 노동력에 대한 수요가 계속 줄어들었기 때문에, 1950년대부터는 육우로 개량이 이루어졌다. 1962년에 최초의 심사 기준이 마련되었고, 그 후 몇 번인가의 기준 개정을 거쳐 현재에 이르고 있다.

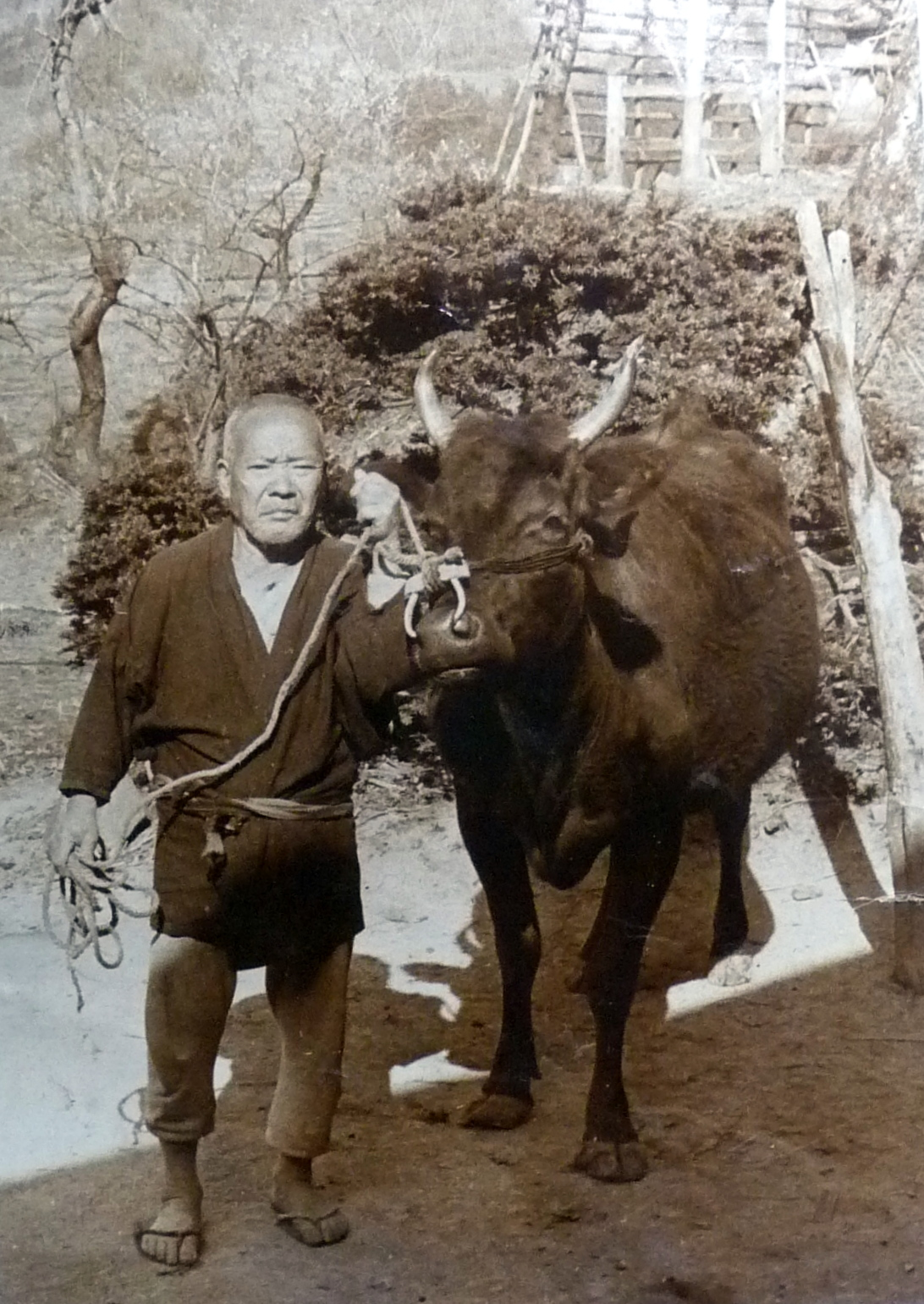
타지리 마츠조(田尻松蔵)와 타지마우시(但馬牛)인 후쿠에호(号). 타지리호(号)의 엄마 소이다.

현재 흑모화우는 대부분 효고현 미카타군 가미정 오지로구에서 태어난 종모우인 타지리호(田尻号, 1939~1958)의 자손이다. 이 계통의 소를 과거 지역명을 따 타지마우시라 하는데, 고베규, 마츠사카우시, 오우미우시가 여기 속하며 일본 국내에서 사육되고 있는 육우종(肉用種)의 약 80% 이상이 이 품종일 것이라고 추측된다.

## 특징
털의 색깔은 기본적으로 검은색 바탕에다가 약간 갈색을 띠고 있는데, 몸의 아랫부분과 다리 안쪽은 색이 별로 진하지 않다. 콧구멍, 발굽, 혀도 검은 색이다.
체형은 조금 작은 편이다. 암컷은 몸높이가 130cm, 몸무게가 450kg 정도이고, 수컷은 몸높이가 140cm, 몸무게가 700kg 정도이다.
유럽계 육우처럼 둥근 엉덩이를 가진 개체가 적어 육우로 이상적인 체형은 아니다. 1일 증체량은 800g 정도이고, 지육률은 62% 정도이다.
육질은 세계 최고라고 여겨지고 있는데, 근섬유가 촘촘하며, 지방침착(脂肪沈着)이 빽빽하게 되어있다. 일반적인 육우종 치고는 지육율이 조금 낮은 편이며, 상급육으로 분류되는 것에 비해 몸의 뒷부분의 고기 양이 조금 부족한 경향이 있고, 등심의 면적도 좁은 편이다.
빨리 성숙하고 자손 번식력이 우수하며, 결핵에 대한 내성도 강하다. 조사료를 잘 흡수하지 못한다.

## 우와지마소싸움
에히메현 농림수산부 축산과의 설명에 따르면, 거세하지 않은 흑모화우의 수소를 소싸움 용도로 사용하기도 한다고 한다. 이에 따라 농가뿐만 아니라 어부나 샐러리맨 가정에서도 흑모화우가 사육되기도 한다. 나이가 들면 씨받이용 소나 우육으로 사육된다. 비싼 개체는 경주마만큼 가격이 나가기도 한다.

## 참고 문헌
- 「인공수정사용 텍스트人工授精師用テキスト」, 일본 가축 인공수정사 협회日本家畜人工授精師協会 발행